# 阿撒茲勒

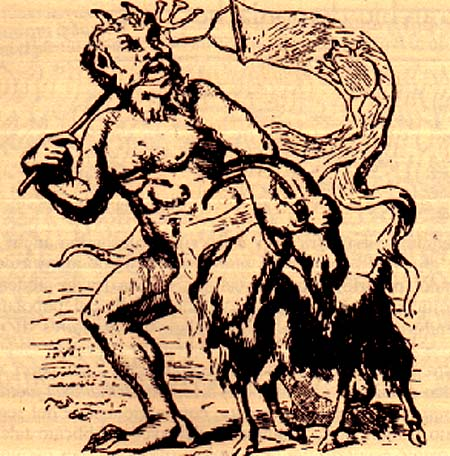
科蘭·戴·布蘭西所著《地獄字典》中阿撒瀉勒的插圖（1863年）

阿撒瀉勒（羅馬化：ʿAzāʾzēl，羅馬化：ʿAzāzīl）或译为阿萨谢尔、阿萨谢特，是《利未記》曾提及的一個名字，先知摩西於《利未記》中記錄了有關贖罪日獻贖罪祭的事宜，儀式中的一項就是要把一頭公山羊作為代罪羔羊，送到曠野之中歸與阿撒瀉勒。
上帝从自己原本善恶兼具的性格里去除恶的部分，让阿萨谢特背负。犹太教的神耶和华，最初有善和恶两种性格，虽然上帝成为善神，但这之中却有人替他承担恶的部分，首位替上帝交付恶的便是阿萨谢特。在《旧约圣经·利未记》的第16章第510节里，提到大祭祀亚伦，曾受主的命令准备两头公山羊。一头为了赎罪献给主，另一头送到旷野献祭给阿撒瀉勒。
「阿撒瀉勒」一詞在聖經裏出現過四次，全都跟贖罪日有關。（利16：8，10，26）
關於「阿撒瀉勒」這個詞的起源，至今還沒有定論。根據希伯來語馬所拉文本，ʿAzāʾzēl「阿扎澤」是由兩個詞根組成的，意思分别是「山羊」和「消失」，合起來就是「消失蹤影的山羊」。另一種説法是，這個詞的兩個輔音錯誤地調換了位置，整個詞的意思其實是「上帝的力量」。《通俗拉丁文本聖經》把這個詞譯作「被派遣的山羊」或「替罪羊」。《七十士譯本》所用的希臘詞，意思則是「把罪惡帶走（轉移）的一位」。
在贖罪日，大祭司要從以色列會衆中拿兩隻公山羊羔來，為牠們抽籤，一籤「歸於耶和華」，另一籤「歸於阿撒瀉勒」。大祭司獻上一隻公牛為自己和家人（無疑包括所有利未人）贖罪後，就把抽籤「歸於耶和華」的山羊獻做贖罪祭。但抽籤「歸於阿撒瀉勒」的山羊卻「要活着擺在耶和華面前，為牠行贖罪禮，然後放到曠野去歸於阿撒瀉勒」。（利16：5，7-10）「歸於耶和華」的山羊被宰殺做贖罪祭之後，所流的血能為那隻活着的山羊贖罪，因為活物的生命就在血裏。（利17：11）這樣，被殺的山羊的血（即牠的生命）所具有的價值就轉移到活着的山羊（「歸於阿撒瀉勒」的山羊）身上。雖然祭司沒有把這隻活着的山羊殺掉，活羊卻具有生命的價值而能贖罪。這隻活羊「擺在耶和華面前」，看來表示上帝承認贖罪的能力已轉移到這隻活羊身上了。以色列人有一個與此類似的安排，就是律法規定痊癒的痲瘋病人或消除了痲瘋災病的房子需要採取的潔淨程序。祭司要把一隻活鳥蘸在被宰殺了的鳥的血裏，然後把活鳥放走，讓牠把罪一併帶走。（利14：1-8，49-53）
兩隻山羊都必須是健全無疵的，而且在這方面要盡可能相似。在抽籤之前，兩隻山羊都同樣有可能被選作「歸於耶和華」的山羊。大祭司把「歸於耶和華」的山羊獻做祭牲之後，要用雙手按在活着的山羊頭上，承認以色列人的一切罪過，然後差一個「準備妥當的人」，把山羊放到曠野去。（利16：20-22）這樣，「歸於阿撒瀉勒」的山羊以一種象徵意義的方式，將人民在過去一年所犯的罪帶走，消失在曠野裏。
兩隻山羊被視為一個贖罪祭。（利16：5）律法規定要用兩隻羊，看來是要强調這項為人贖罪的安排所能成就的事。第一隻山羊被獻做祭牲，第二隻山羊則被祭司將人民的一切罪過轉移到其身上，然後放到曠野去。這有力地表明，衷心悔改的人已蒙耶和華赦罪了。詩篇103：12提出保證説：「東離西有多遠，他叫我們的過犯離我們也有多遠」。
聖經指出，耶穌犧牲自己完美的生命為人贖罪，他所成就的，遠超過「公牛和山羊的血」所能成就的。（來10：4，11，12）他成了我們的「替罪羊」，「背負了我們的疾病」，「他被刺傷，是由於我們的過犯」。（賽53：4，5；太8：17；彼前2：24）凡對耶穌犧牲生命所成就的事表現信心的人，他們的罪都被他「帶走」了。耶穌體現了上帝為人贖罪的安排，讓他將人的罪完全遺忘。這樣，「歸於阿撒瀉勒」的山羊預表耶穌基督為人贖罪而作的犧牲。
在猶太傳説中，阿撒瀉勒墮落前擁有熾天使和智天使的位格，是看守天使羣的指揮者。是諾亞時代和熾天使桑楊沙等與人類女子，生下二百個天使的天使之一，曾經一度敗在天使拉斐爾下，其中的緣故在舊約聖經偽經《以諾書》第八章開始一至二節中有收錄。在拿非利人（看守天使與人類所生的巨人）遍佈全地製造災難後，身為指揮官的阿撒瀉勒自然得負完全的責任。據説他被其它大天使埋在耶路撒冷附近的深坑中，處以永遠的幽閉處份，在最後的審判日將被投到火湖裏去。
還有一種猶太教的説法，在看守天使來到人間之前，人間也是充滿罪惡的。 而Azazel正是本着糾正一切與神的意志不符的錯誤這一願望而來到人間的。可是，由於害怕與這些人類接觸會讓自己墮落，所以他有一種「顯示神的光芒」的心理，而恰恰是這種過強的心理讓他和其他天使犯了錯，受到女人的各種誘惑。可以説，阿撒瀉勒是人間惡行的犧牲品。同時也是代表嫉妒的魔王。